# محمد صفی‌زاده
سید محمد صفی‌زاده (۷ اسفند ۱۳۳۰ – ۷ مرداد ۱۴۰۳) روزنامه‌نگار و فعال مطبوعاتی ایرانی بود. او صاحب امتیاز گروه نشریات ابرار بود. در دوره مدیریت او، روزنامه ابرار ورزشی به عنوان پیشگام روزنامه‌های ورزشی ایران تیراژهای افزون بر ۱۰۰ هزار نسخه را تجربه کرد.
صفی‌زاده یکی از اعضای اولیه حزب جمهوری اسلامی بود. او معاونت دادستانی کل و شهربانی کل کشور و معاونت وزارتخانه‌های آموزش و پرورش، کشور و کشاورزی در دهه‌های ۱۳۶۰ و ۱۳۷۰ را عهده‌دار بود. او همچنین از ۲۲ تیر ۱۳۷۲ تا ۳۱ فروردین ۱۳۷۳ ریاست فدراسیون فوتبال ایران را به عهده داشت. صفی‌زاده در سال ۱۳۷۵ به همراه چند نفر از دوستان خود انجمن روزنامه‌نگاران مسلمان را بنیاد گذاشت. صفی‌زاده همچنین در مجلس پنجم با حکم ناطق نوری رئیس سازمان اداری مجلس بود.

## تیم ملی
وی تا پیش از وفات صاحب امتیازی، مدیرمسئولی و سردبیری ابرار و روزنامه ابرار ورزشی و روزنامه ابرار اقتصادی را عهده‌دار بود.
سید محمد صفی‌زاده هجدهمین رئیس تاریخ فدراسیون فوتبال کشورمان بود که بعد از استعفای ناصر نوآموز در تیر ماه سال ۱۳۷۲ بر مسند ریاست فدراسیون تکیه زد. صفی‌زاده بعد از ناصر نوآموز دومین رئیس فدراسیون فوتبال کشورمان بود که توسط دکتر حسن غفوری‌فرد انتخاب می‌شد. او در شرایطی رئیس فدراسیون فوتبال شد که تیم ملی فوتبال کشورمان به مرحله دوم مسابقات فوتبال مقدماتی جام جهانی ۱۹۹۴ آمریکا صعود کرده بود.

## سوابق فوتبالی
صفی‌زاده در حد باشگاهی فوتبالیست مطرحی نبود. او در فوتبال آموزشگاه‌ها حضور داشت. در دوران دانشجویی عضو تیم فوتبال دانشگاه ملی (دانشگاه شهید بهشتی) بود.

## سوابق مدیریتی
قبل از حضور در فدراسیون فوتبال ایران، صفی‌زاده حضور در وزارت کشور و وزارت کشاورزی را به عنوان معاون این دو وزارتخانه مهم سپری کرده بود. وقتی صفی‌زاده معاون وزیر کشاورزی بود اقدام به تأسیس تیم فوتبال کشاورز تهران کرد. تیم کشاورز با جذب ستارگان برتر فوتبال ایران مثل نادر محمدخانی، جواد زرینچه، سیروس قایقران، سیدعلی افتخاری و… چند سالی در بالاترین سطح فوتبال کشورمان حضور داشت. صفی‌زاده همچنین پستهای اجرایی نظیر معاونت وزارت آموزش و پرورش معاونت دادستانی کل و شهربانی کل کشور و ریاست سازمان اداری مجلس شورای اسلامی را در کارنامه دارد. او مؤسس انجمن صنفی روزنامه نگاران بود.

## دوران مدیریت
صفی‌زاده از تابستان سال ۷۲ کارش را در فدراسیون فوتبال کشورمان با حکم حسن غفوری‌فرد آغاز کرد. فوتبال ایران در این مقطع به مسابقات مرحله دوم فوتبال جام جهانی ۱۹۹۴ آمریکا راه یافته بود. صفی‌زاده، علی پروین را در سمت خود ابقا کرد و بازی‌های تدارکاتی مناسبی را برای تیم ملی فوتبال در نظر گرفت که دیدار با تیم‌های کلن و هامبورگ آلمان، و گرمیو برزیل از جمله این مسابقات فوتبال دوستانه بوده است. تیم ملی فوتبال در اواخر مهر و نیمه اول آبان ماه در مسابقات مرحله دوم مقدماتی جام جهانی ۱۹۹۴ آمریکا شرکت کرد. در این مسابقات تیم ملی، ژاپن و کره شمالی را شکست داد و مقابل کره جنوبی، عراق و عربستان شکست خورد. بعد از شکست سنگین در مسابقات فوتبال مقدماتی جام جهانی صفی‌زاده، علی پروین را از مربیگری تیم ملی فوتبال برکنار کرد.
صفی‌زاده تیم ملی را از فروردین سال ۱۳۷۳ احیا کرد. در ترکیب نفرات تازه دعوت شده به تیم ملی فوتبال تمام ستارگان گذشته این تیم حاضر بودند. صفی‌زاده برای مربیگری تیم ملی در این مقطع آری هان را انتخاب کرد. آری هان یکی از بزرگ‌ترین ستارگان تیم ملی فوتبال هلند در دهه ۷۰ میلادی بود. حضور آری هان در فوتبال ایران زیاد طول نکشید چرا که بعد از مدتی صفی‌زاده توسط مهندس هاشمی طبا، رئیس جدید سازمان تربیت بدنی از کار برکنار شد و امیر عابدینی در فدراسیون فوتبال جای او را گرفت.